# Platysenta demittens
Platysenta demittens är en fjärilsart som beskrevs av Walker 1858. Platysenta demittens ingår i släktet Platysenta och familjen nattflyn. Inga underarter finns listade i Catalogue of Life.